# Vlag van Mpumalanga

Vlag van Mpumalanga

De vlag van Mpumalanga werd in 1996 ingesteld, waardoor de provincie de eerste (en tot nu toe enige) van de negen provincies van Zuid-Afrika is die gebruik maakt van een officiële provinciale vlag. De andere provincies gebruiken momenteel het provinciewapen op een witte achtergrond. Het ontwerp komt ook voor in het provinciewapen.

## Symboliek
Het kanton van de vlag wordt gedomineerd door een gestileerd rode Gerbera jamesonii, een plant die inheems is in de provincie. De diagonale strook blauw en wit die de groene en gouden staven scheidt, is bedoeld om de helling van de topologie van de provincie weer te geven.

## Verwante afbeeldingen

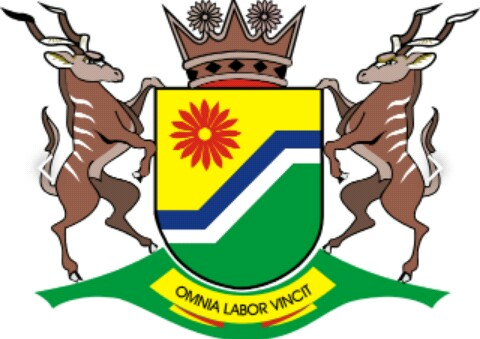
Wapen van Mpumalanga